# Triaspis schliebenii
Triaspis schliebenii är en tvåhjärtbladig växtart som beskrevs av Adolf Ernst. Triaspis schliebenii ingår i släktet Triaspis och familjen Malpighiaceae. Inga underarter finns listade i Catalogue of Life.